# 新疆生产建设兵团第八师石河子总场
新疆生产建设兵团第八师石河子总场，简称石总场，是中华人民共和国新疆生产建设兵团第八师下辖的一个农场，与新疆维吾尔自治区石河子市北泉镇实行“场镇合一”的管理体制。前身是1953年成立的石河子农场。1959年石河子农场、二十四团合并，组建石河子总场。1969年7月，兵团统编农牧团场番号，石河子总场分为一四五团、一四六团。1978年恢复石河子总场建制。1999年，北泉镇成立，与石河子总场合署办公，一个机构两块牌子。

## 行政区划
新疆生产建设兵团第八师石河子总场下辖以下单位：
文化宫社区、北泉花园社区、军垦社区、纪念碑社区、小林场社区、白杨社区、大泉沟村、清泉集十一连、泉水地十一连、清泉集社区村、清泉集一连、清泉集二连、清泉集三连、清泉集四连、清泉集五连、清泉集六连、清泉集七连、清泉集八连、清泉集九连、清泉集十连、双泉集社区村、双泉集一连、双泉集二连、双泉集四连、双泉集五连、双泉集六连、泉水地社区村、泉水地二连、泉水地三连、泉水地四连、泉水地五连、泉水地六连、泉水地七连、泉水地八连、泉水地九连、朱家庄社区村、朱家庄一连、朱家庄二连、朱家庄四连、朱家庄五连、朱家庄六连、朱家庄七连、朱家庄八连、朱家庄九连、朱家庄十二连、畜牧公司村、石大实验场村和石河子总场双泉集七连。